# Rivière Noire
La Rivière Noire és un districte de Maurici situada a l'oest de l'illa. El seu nom, Rivière Noire significa Riu Negre en francès. Aquesta regió rep menys pluges que la resta. El districte té una àrea de 259 quilòmetres quadrats (100 milles quadrades) i la seva població és d'aproximadament 79,247 persones a data de 31 de desembre de 2012. És el tercer districte més gran de Maurici en superfície, però el districte en què hi viu menys gent. El districte és majoritàriament rural, i també inclou la zona oest de la ciutat de Port Louis i la zona oest de Quatre Bornes

## Llocs d'interès
Els punts d'interès del districte inclouen les Cascades de Tamarin i  les dunes de Chamarel. El nom de Rivière Noire deriva del fet que el districte és el més sec de l'illa. Flic en Flac és una de les platges més famoses i llargues de l'illa.

## Educació
Escoles:
- École maternelle et primaire Paul et Virginie, a French international school, is in Tamarin.[3][4]